# Karl Wolfgang Unzelmann
Karl Wolfgang Unzelmann (* 6. Dezember 1786 in Mainz; † 21. März 1843 in Berlin) war ein deutscher Schauspieler und Sänger.

## Leben
Unzelmann war der Sohn der Schauspieler Karl Wilhelm Ferdinand Unzelmann und Friederike Bethmann-Unzelmann. Der Xylograph Friedrich Unzelmann war sein Bruder.
Mit 16 Jahren debütierte Unzelmann 1802 am Hoftheater in Weimar. Johann Wolfgang von Goethe hatte ihn zu diesem Schritt ermutigt und ihn gefördert. Unzelmann wurde ins Ensemble aufgenommen und blieb dort fast zwanzig Jahre Mitglied. Im Laufe der Zeit übertraf er seinen Vater, der allerdings in seinem gesamten Wirken eher Schauspieler als Sänger war.
Schwerpunkt von Unzelmanns Schaffen lag aber unbestritten in der Posse und im Lustspiel, und er gab hier den Besten Bonvivant der deutschen Bühne. 1821 verließ Unzelmann Weimar und gab an den Bühnen von Dresden und Wien Gastspiele, in denen er nicht nur als Schauspieler, sondern auch als Bariton auftrat. 1824 wurde er nach Berlin verpflichtet, und 1826 berief man ihn als Regisseur ans Hoftheater nach Mannheim. Anschließend führte ihn eine längere Tournee durch mehrere europäische Großstädte.
Einer der größten Erfolge Unzelmanns war der „Paul“ in der Oper Schweizer Familie von Joseph Weigl.
Als Unzelmann in einer Schaffenskrise steckte, weil die Erfolge etwas nachließen, beging er Suizid. Er ertränkte sich im Tiergarten bei Berlin und starb im Alter von 57 Jahren am 21. März 1843.